# Best Sound
Best Sound è una etichetta discografica fondata nel 1976 da Franco Godi.

## Storia
Inizialmente nata come etichetta di produzione cinematografica, pubblicitaria e televisiva, si è poi occupata di produzione discografica vera e propria con distribuzione curata dalla RCA Italiana.
Fino ai tardi anni ottanta l'attività principale della Best Sound è stata rivolta al settore pubblicitario in virtù del fatto che il suo patron, Franco Godi (soprannominato Mr Jingle) è stato autore di musiche per numerosi spot pubblicitari.
Nel 1989 la Best Sound, stabilita a Milano, è divenuta la casa discografica di diversi artisti tra cui Chief, La Famiglia, Solo Zippo, Space One, DJ Enzo e Gemelli DiVersi. Proprio questi ultimi hanno conquistato il disco di platino all'uscita del loro album di esordio.
Fra gli artisti della Best Sound figuravano gli Articolo 31, uno dei primi gruppi di musica hip hop attivi in Italia. Il terzo disco di successo del duo milanese (Così com'è, del 1996) ha fruttato alla casa discografica un disco d'oro sei di platino e infine due di diamante per le 600 000 copie vendute.